# 98 Tauri
98 Tauri, eller  k Tauri, är en vit stjärna i huvudserien i Oxens stjärnbild.
98 Tau har visuell magnitud +5,79 och befinner sig på ett avstånd av ungefär 285 ljusår.